# تیدمارش
تیدمارش (به انگلیسی: Tidmarsh) یک روستا و محله مدنی در بریتانیا است که در بارکشر غربی واقع شده‌است. تیدمارش ۷٫۰۲ کیلومتر مربع مساحت و ۵۰۱ نفر جمعیت دارد.